# VTM Telecomloop
De Jan Knijnenburgloop is een hardloopwedstrijd over 15 km die sinds 1975 jaarlijks in Maasdijk wordt gehouden.
De wedstrijd heette eerst 'Oranjesluisloop' en werd 11 maal gelopen, met als start en finishplaats het voormalige korfbalveld in Hoek van Holland nabij de Hilwoning. Na de periode in Hoek van Holland werd het evenement naar Maasdijk verhuisd waar het sinds 1990 bekendstond als de Jan Knijnenburgloop en sinds 2004 als de Zwirs-Knijnenburgloop. In 2010 werd na de wisseling van het hoofdsponsorschap het evenement omgedoopt in VTM Telecomloop en vanaf 2015 in VTM Loop. 
Vanaf 2012 is de afstand gewijzigd naar 10 km. De laatste naamswijziging was in 2018 en tot heden heet het evenement de Ruitenburg run Maasdijk.

## Parcoursrecords
- Mannen: 43.55 - Hilaire n'Tirempeba  Burundi (2000)
- Vrouwen: 50.00 - Marian Sutton  Engeland (1993)

## Uitslagen
10 km
| Jaar         | Snelste man              | Land                     | Tijd                     | Snelste vrouw            | Land                     | Tijd                     |
| ------------ | ------------------------ | ------------------------ | ------------------------ | ------------------------ | ------------------------ | ------------------------ |
| 15 juli 2023 | Habtom okbamichael       | Nederland                | 30.13                    | Rose Enthoven            | Nederland                | 35.25                    |
| 16 juli 2022 | Dominic Bersee           | Nederland                | 31.24                    | Rose Enthoven            | Nederland                | 36.45                    |
| 27 juli 2019 | Mohammed Owmaarir        | Marokko                  | 30.30                    | Rose Enthoven            | Nederland                | 37.21                    |
| 21 juli 2018 | Marco van Etten          | Nederland                | 32.50                    | Fanos Tekle              | Ethiopië                 | 38.58                    |
| 29 juli 2017 | Malcolm Hicks            | Nederland                | 30.21                    | Fanos Tekle              | Ethiopië                 | 37.02                    |
| 30 juli 2016 | Michael Gebrehimet       | Nederland                | 31.39                    | Fanos Tekle              | Ethiopië                 | 37.38                    |
| 25 juli 2015 | geannuleerd wegens storm | geannuleerd wegens storm | geannuleerd wegens storm | geannuleerd wegens storm | geannuleerd wegens storm | geannuleerd wegens storm |
| 26 juli 2014 | Stanislas Talonski       | Nederland                | 33.35                    | Christine Venhuizen      | Nederland                | 38.14                    |
| 8 juni 2013  | Mike Barsaiyan           | Burundi                  | 33.00                    | Marlies Jongerius        | Nederland                | 38.26                    |
| 9 juni 2012  | Thomas Poesiat           | Nederland                | 30.16                    | Renata Haring            | Nederland                | 36.59                    |

15 km
| Jaar         | Snelste man         | Land                | Tijd  | Snelste vrouw         | Land      | Tijd    |
| ------------ | ------------------- | ------------------- | ----- | --------------------- | --------- | ------- |
| 25 juni 2011 | Mostafa Channi      | Marokko             | 48.40 | Carla Ophorst         | Nederland | 58.08   |
| 5 juni 2010  | Noureddine Htaibi   | Marokko             | 46.33 | Laila Filla           | Marokko   | 56.01   |
| 13 juni 2009 | Patrick Kwist       | Nederland           | 50.46 | Lindsay van Marrewijk | Nederland | 57.59   |
| 14 juni 2008 | Willem Lenting      | Nederland           | 50.58 | Carla Ophorst         | Nederland | 57.34   |
| 9 juni 2007  | Larbi Es-Sraidi     | Frankrijk           | 45.24 | Carla Ophorst         | Nederland | 56.51   |
| 10 juni 2006 | Mouhcine Akhoudaoui | Frankrijk           | 46.30 | Kim Offergeld         | België    | 57.37   |
| 11 juni 2005 | Musa Kipkemboi      | Kenia               | 45.13 | Wioletta Kryza        | Polen     | 54.46   |
| 13 juni 2004 | David Koech         | Kenia               | 44.24 | Carla Ophorst         | Nederland | 57.12   |
| 14 juni 2003 | Lambert Ndayikeza   | Burundi             | 45.57 | Marian Hoogerbrugge   | Nederland | 58.39   |
| 8 juni 2002  | Jamal Baligha       | Marokko             | 45.09 | Lydia Kurgat          | Kenia     | 55.06   |
| 9 juni 2001  | Vital Gahungu       | Burundi             | 45.47 | Carla Ophorst         | Nederland | 1:00.03 |
| 10 juni 2000 | Hilaire n'Tirempeba | Burundi             | 43.55 | Lyudmila Afonjushkina | Rusland   | 54.25   |
| 12 juni 1999 | Theo van den Abeel  | België              | 46.45 | Wioletta Kryza        | Polen     | 56.41   |
| 13 juni 1998 | Michel de Maat      | Nederland           | 46.13 | Carla Ophorst         | Nederland | 57.19   |
| 14 juni 1997 | Wilfred Kiplagat    | Kenia               | 47.08 | Carla Ophorst         | Nederland | 55.16   |
| 8 juni 1996  | Ronald Schut        | Nederland           | 44.41 | Kirsi Mattila         | Finland   | 52.52   |
| 10 juni 1995 | Zbigniew Nadolski   | Polen               | 45.39 | Mieke Pullen          | Nederland | 53.09   |
| 11 juni 1994 | Jaime Rodriguez     | Mexico              | 45.01 | Carla Ophorst         | Nederland | 57.33   |
| 12 juni 1993 | Alan Jackson        | Verenigd Koninkrijk | 45.32 | Marian Sutton         | Engeland  | 50.00   |
| 13 juni 1992 | Michel de Maat      | Nederland           | 46.15 | Jarmila Urbanova      | Tsjechië  | 56.19   |
| 8 juni 1991  | Peter van Marrewijk | Nederland           | 48.10 | Marja van der Werf    | Nederland | 55.54   |
| 13 juni 1990 | Michel de Maat      | Nederland           | 47.30 | Ineke Vis             | Nederland | 55.40   |
| 14 juni 1989 | Paul Overbeek       | Nederland           | 48.54 | Ineke Vis             | Nederland | 56.57   |
| 8 juni 1988  | Kimball Rijnierse   | Nederland           | 46.51 | Ineke Vis             | Nederland | 59.07   |
| 10 juni 1987 | Harry Verstrepen    | Nederland           | 50.44 | Joke van der Voort    | Nederland | 1:08.00 |
| 11 juni 1986 | Peter Schouw        | Nederland           | 48.55 |                       |           |         |
| 12 juni 1985 | Jacques Valentin    | Nederland           | 47.03 | Marian Hoogerhoud     | Nederland | 1:02.53 |
| 13 juni 1984 | Walter van Rossum   | Nederland           | 48.13 | Hennie Veldhuis       | Nederland | 1:00.49 |
| 8 juni 1983  | Jacques Valentin    | Nederland           | 48.08 | Elly Smit             | Nederland | 56.20   |
| 9 juni 1982  | Jacques Valentin    | Nederland           | 46.26 | Ine Valentin          | Nederland | 56.15   |
| 10 juni 1981 | Steef Kijne         | Nederland           | 48.08 | Ine Valentin          | Nederland | 55.56   |
| 4 juni 1980  | Jacques Valentin    | Nederland           | 49.34 | Ine Valentin          | Nederland | 58.31   |
| 6 juni 1979  | Jacques Valentin    | Nederland           | 49.34 | Marian Hoogerhoud     | Nederland | 1:02.35 |
| 7 juni 1978  | Johan Kijne         | Nederland           | 49.09 |                       |           |         |
| 8 juni 1977  | Johan Kijne         | Nederland           | 47.47 |                       |           |         |
| 2 juni 1976  | Steef Kijne         | Nederland           | 47.16 | Tine Bronswijk        | Nederland | 1:12.50 |